# Jay Smith
Jay Jon Christopher Smith (Helsingborg, 29 aprile 1981) è un cantante e chitarrista svedese.

## Biografia
Dal 2005, è il cantante del gruppo musicale Von Benzo.
Ha partecipato all'edizione 2010 di Swedish Idol, durante la quale ha suscitato scandalo quando ha affermato di aver fumato della marijuana durante il programma. Riuscendo a non essere squalificato, è arrivato primo, battendo Minnah Karlsson durante la finale del 10 dicembre 2010.
Il primo singolo pubblicato da Smith è stato All I Need Is You. Il 19 dicembre 2010 è stato pubblicato l'album di debutto omonimo, che ha raggiunto subito la prima posizione nella Swedish Albums Chart.
L'11 dicembre 2013 viene pubblicato l'album King of Man, da cui vengono estratti i singoli King of Man e God Damn You.

## Discografia

### Solista

#### Album in studio
- 2010 – Jay Smith
- 2013 – King of Man
- 2019 - Young Guns

#### Singoli
- 2010 – All I Need Is You
- 2010 – Dreaming People
- 2010 – Like a Prayer
- 2013 – King of Man
- 2013 – Ode to Death (Little Sister)
- 2015 – God Damn You
- 2015 – Neverneverland
- 2016 – Out of Life
- 2018 – Ten Feet Off the Ground
- 2018 – Roots
- 2018 – Let My Heart Go
- 2018 – My Everything
- 2019 - Closing Time

### Coi Von Benzo
- 2009 – Von Benzo
- 2011 – Yes Kids It's True

### Apparizioni in compilation
- 2010 – Det bästa från Idol 2010